# سيسي (لاعبة كرة قدم)
إسمها الكامل سيسليدي دي أمور ليما (بالبرتغالية: Sisleide do Amor Lima‏) وتشتهر باسم سيسي (بالبرتغالية: Sissi‏) هي لاعبة كرة قدم برازيلية في مركز الوسط المهاجم ولدت في يوم 2 يونيو 1967 في مقاطعة إسبالانادا في باهيا في البرازيل، بدأت باللعب مع منتخب البرازيل لكرة القدم للسيدات في سنة 1988 وفازت معهم بالمركز الثالث في بطولة كأس العالم لكرة القدم للسيدات 1999 في البطولة التي أقيمت في الولايات المتحدة، إحترفت اللعب في أندية مختلفة في البرازيل والولايات المتحدة وإعتزلت اللعب في سنة 1999.

## روابط خارجية
- سيسي على موقع الاتحاد الدولي (مؤرشف)  (الإنجليزية)
- سيسي على موقع قاعدة بيانات كرة القدم.إي يو (الإنجليزية)
- سيسي على موقع Soccerway.com (الإنجليزية)
- سيسي على موقع اللجنة الأولمبية الدولية (الإنجليزية)
- سيسي على موقع أوليمبيديا (الإنجليزية)